# Hydroneer
Hydroneer – komputerowa gra sandboxowa, wydana 8 maja 2020 roku przez studio Foulball Hangover. Jest to produkcja niezależna, która powstała na silniku Unreal Engine

## Opis
Gracze wcielają się w górnika, który za pomocą różnorodnych narzędzi i maszyn wydobywa złoto, diamenty oraz inne cenne minerały, które można później sprzedawać lub wykorzystać do budowy większych i bardziej zaawansowanych konstrukcji. Gra oferuje także możliwość tworzenia złożonych systemów rurociągów do transportu wody oraz surowców, co pozwala na automatyzację procesów wydobywczych.
Gra została stworzona przez małe, niezależne studio Foulball Hangover, którego głównym deweloperem jest Max Hayon.

## Dodatki
Pierwszy dodatek do gry, Hydroneer: Journey to Volcalidus, został zapowiedziany 10 stycznia 2024 roku, a wydany 5 kwietnia 2024roku.
Dodatek Journey to Volcalidus przenosi graczy na nową mapę, będącą zimową wyspą. Wprowadza on nowe maszyny, pojazdy, oraz mechaniki, sposoby zarabiania i zadania.